# Jardim Carmem Verônica
Jardim Carmem Verônica é um bairro da Zona Nordeste da cidade de São Paulo, situado no distrito de Santana. É administrado pela Subprefeitura de Santana.